# Lasiognathus beebei
Lasiognathus beebei är en fiskart som beskrevs av Regan och Ethelwynn Trewavas 1932. Lasiognathus beebei ingår i släktet Lasiognathus och familjen Thaumatichthyidae. Inga underarter finns listade i Catalogue of Life.